# Rathaus Laucha

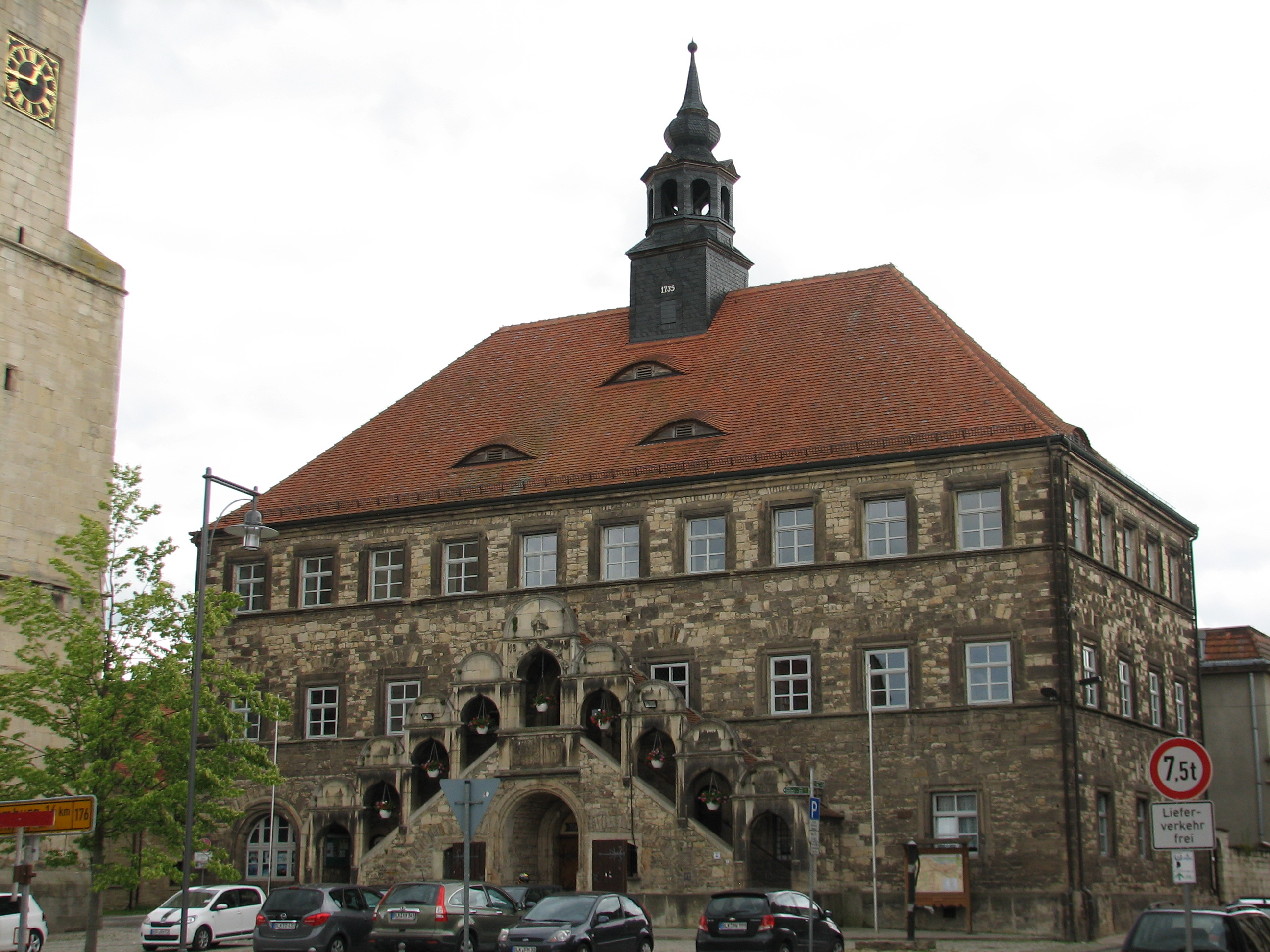
Rathaus Laucha

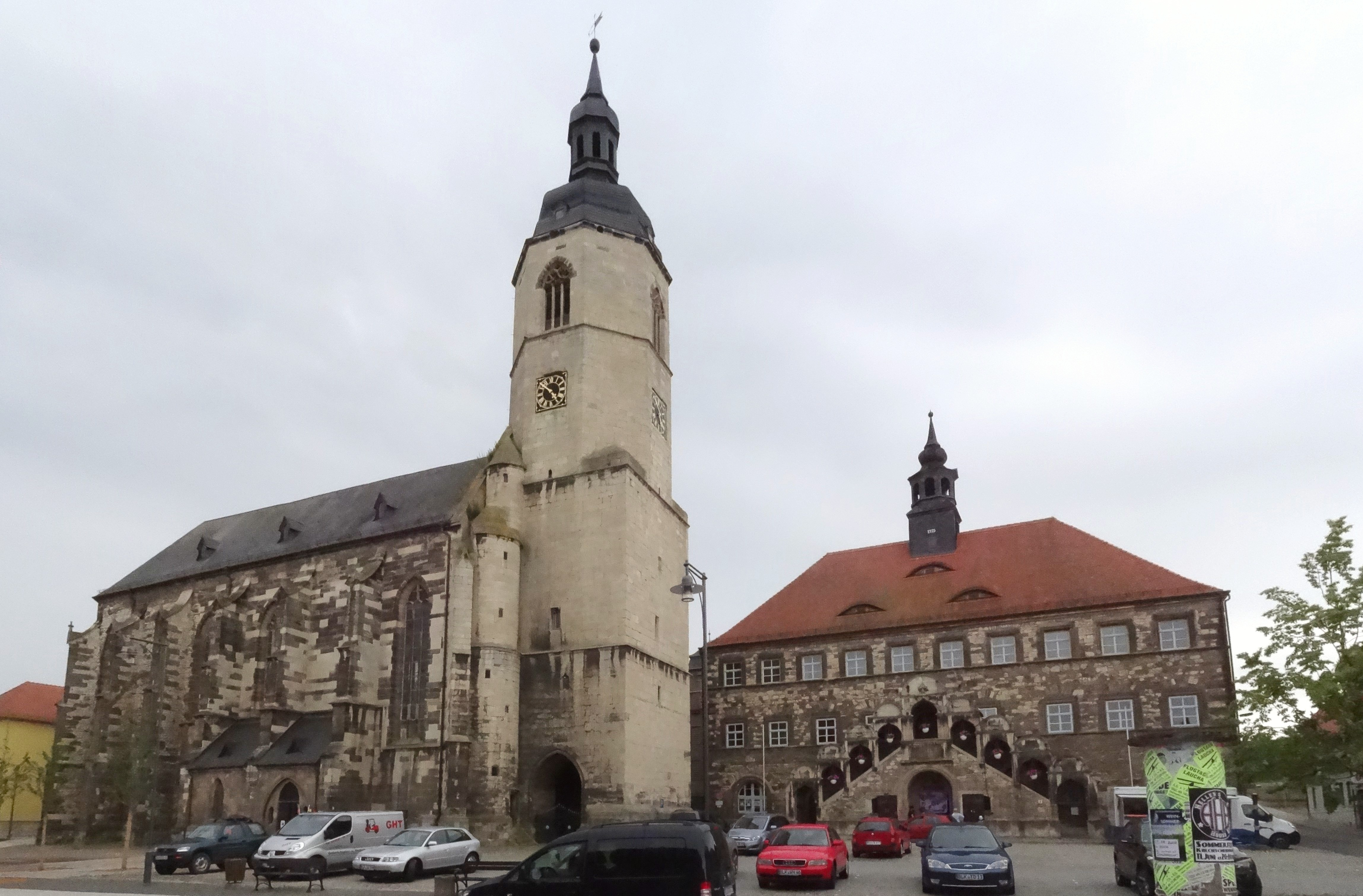
Markt-Ensemble

Das Rathaus von Laucha an der Unstrut ist ein Baudenkmal in der Verbandsgemeinde Unstruttal im Burgenlandkreis in Sachsen-Anhalt.
Die Stadtentwicklung von Laucha an der Unstrut beginnt mit einer Rechtsverleihung vor dem Jahr 1344, bei der der Ort vermutlich das Fleckenrecht bekam. Im Jahr 1419 begabte Friedrich der Einfältige Laucha mit zwei Jahrmärkten, freier Ratswahl und niederer Gerichtsbarkeit (Langensalzaer Stadtrecht), was im Jahr 1441 bestätigt wurde.
Das erste Rathaus entstand bis zum Jahr 1443. Schon 100 Jahre später, im Jahr 1543, entschied man sich für einen Neubau an der Südseite des Marktes, südwestlich der Kirche, der bis 1563 fertiggestellt wurde und an der Stelle eines Freihauses entstand. Auffällig ist die wohl baugeschichtlich zu erklärende Abweichung der Anzahl der Fensterachsen im Obergeschoss von den anderen beiden Geschossen. Ob diese auf eine spätere Aufstockung zurückgeht, ist unbekannt, denkbar ist aber, dass sie im Zusammenhang mit einem Stadtbrand im Jahr 1731 steht, der auch die senkrechten Ziergiebel zerstörte. Die Fenstergewände sind profiliert und zeigen Stabwerkrahmung.
Das bekrönende Walmdach wird nach Norden wie nach Süden durch drei Dachgauben und einen Dachreiter mit Laterne geprägt, wobei dieser nach einem Brand im Jahr 1735 erneuert wurde. Markantestes Element ist aber die ehemalige Freitreppe, die im Jahr 1913 überdacht wurde. An ihrer Brüstung befindet sich über dem Ratskellereingang eine Wappentafel von 1563 sowie eine figürliche Reliefplatte, die einen Ritter darstellt. Die Portale sind jeweils rundbogig, tragen aber spätgotische Stabwerkrahmung.
Das Gebäude steht unter Denkmalschutz und ist im Denkmalverzeichnis mit der Nummer 094 83041 erfasst.